# Crise de la dioxine
La crise de la dioxine est le nom donné au scandale alimentaire, au printemps 1999, lié à la découverte de polychlorodibenzo-p-dioxine dans des farines animales en Belgique, utilisées pour l'alimentation des poulets. Cette crise sanitaire s'est principalement déroulée sur le plan politique, puisqu'elle est tombée lors de la campagne des élections belges de 1999. De grandes quantités de poulets et de produits laitiers ont été retirées préventivement des étagères, l'approvisionnement en poulet, porc et bœuf a été arrêté et la production de produits carnés, de biscuits et de pralines a été arrêtée. Pendant une courte période, les consommateurs ont été confrontés à des étalages vides.
Fin mai, Marcel Colla , le ministre de la Santé, a décidé d'arrêter le commerce des poulets et des œufs d'origine belge, après que le scandale ait été diffusé à la VRT. Des mesures à grande échelle ont alors été prises, abattant 7 millions de poulets et 60 000 porcs et bloquant près de 2 000 fermes pendant des mois.
Cette crise sanitaire permettra aux partis écologistes de rejoindre la majorité gouvernementale et de créer l'Agence fédérale pour la sécurité de la chaîne alimentaire.

## Chronologie des faits
Le 28 mai 1999, la présence de polychlorodibenzo-p-dioxine est découverte dans du poulet et des œufs, la consommation en est interdite.
Le 1er juin, le ministre de la Santé publique Marcel Colla et le ministre de l'Agriculture Karel Pinxten démissionnent.
Le 4 juin, la Commission européenne demande l'arrêt des importations de viandes et produits provenant des élevages belges.
Freddy Willockx est nommé Commissaire gouvernemental chargé de la problématique de la dioxine[réf. nécessaire].

## Impact

### Résultat des élections
La crise survient le 28 mai 1999, deux semaines avant les élections législatives fédérales belges de 1999, se déroulant le 13 juin. Les partis Ecolo et Groen rejoignent la majorité gouvernementale.

### Création de l'AFSCA
En réponse à cette problématique, un service consacré aux questions de sécurité alimentaire est créé, l'Agence fédérale pour la sécurité de la chaîne alimentaire par une loi du 4 février 2000.

### Effets à long terme sur la santé
Nik Van Larebeke de l'université de Gand étudie les conséquences sur la santé publique et annonce en 2015 avoir relevé 20 000 cas de cancer supplémentaires chez les femmes, 22 000 cas de diabète et 24 000 cas d'hypertension. Dès 2001, il publie une étude sur l'impact sanitaire.